# Indiana
Indiana (IPA: [ˌɪndiˈænə] kiejtéseⓘ) az Amerikai Egyesült Államok 19. tagállama. Az USA középnyugati államai közé tartozik. A 6,3 milliónyi lakosságával a 17., területét tekintve a 38., s egyben az egyik legkisebb szárazföldi állam (trianoni Magyarország-méretű) az Appalache-hegységtől nyugatra. Fővárosa Indianapolis.

## Neve

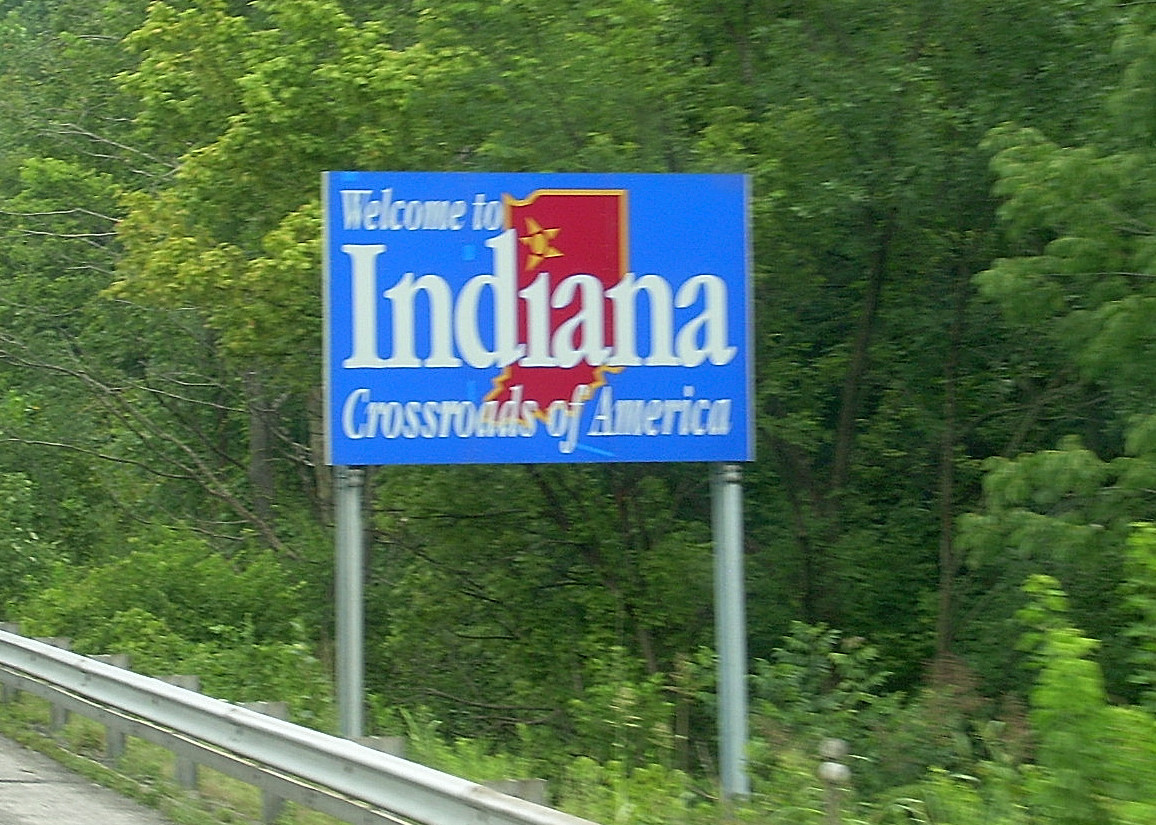
Indiana állam táblája

Az állam nevének jelentése: „az indiánok földje” (angolul Land of the Indians), vagy egyszerűen „indián föld”. A név eredete az 1800-as évek elejéről származik, amikor létrehozták az Indiana Területet (Indiana Territory), amikor a territórium el nem ismert indián föld volt.
Beceneve Amerika útkereszteződése (The Crossroads of America), mivel a fővárost, Indianapolist sok gyorsforgalmi út szeli keresztül.

## Földrajz

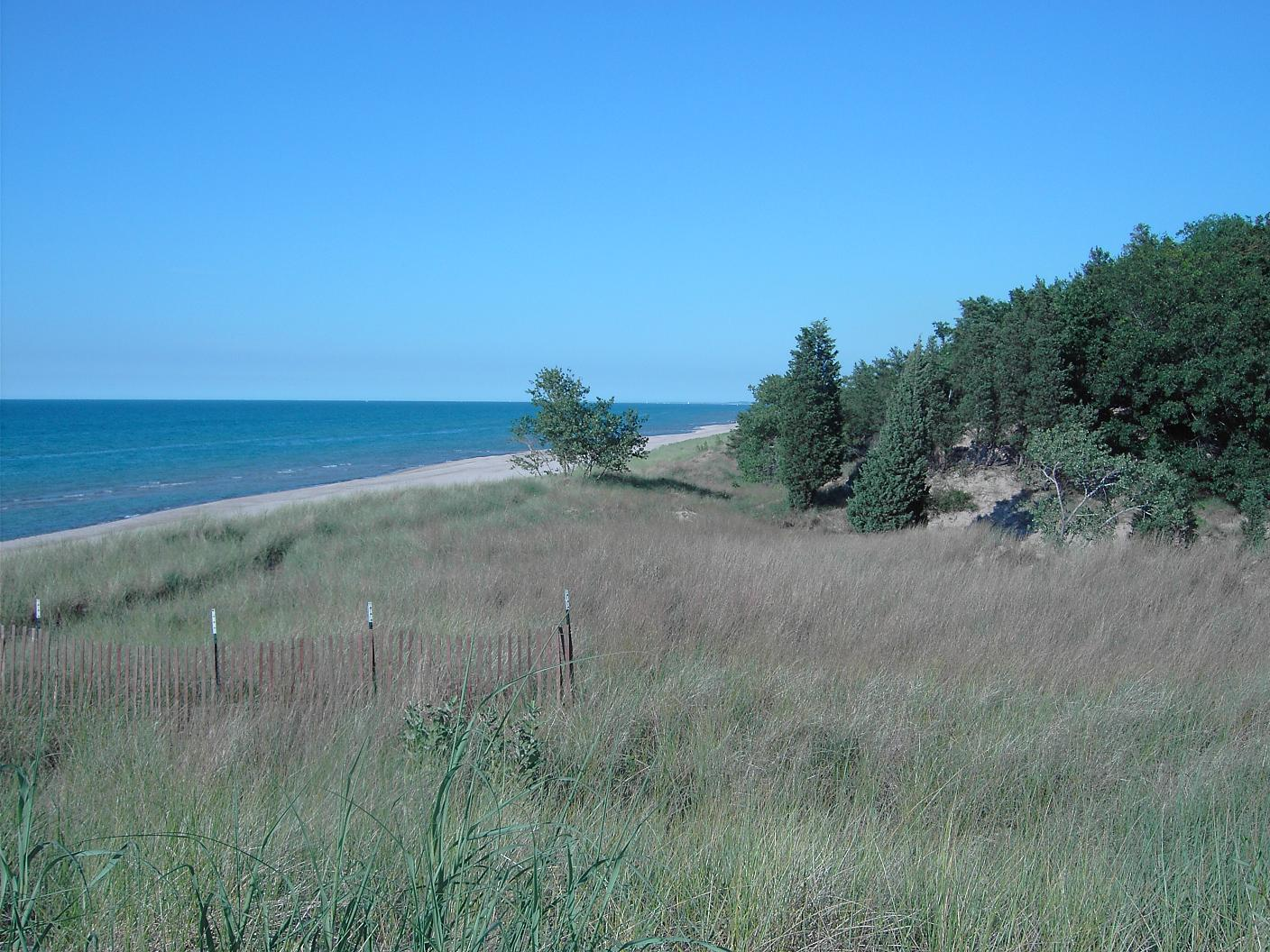
Indiana Dunes National Lakeshore

Indiana határai északon Michigan állam és a Michigan-tó, keleten Ohio, délen Kentucky és az Ohio folyó, nyugaton Illinois. Indiana a Nagy-tavak egyik állama.
Ohio, Indiana és Illinois északi határait eredetileg a Michigan-tó legdélibb csücskénél húzták meg. Miután ez a határvonal nem biztosított elérhetőséget a Michigan-tóra, az északi határt 16 km-rel északabbra tolták, így Ohio és Illinois északi határát is kiterjesztették.
A 764 km hosszú Wabash folyó északkelet–délnyugat irányban kettészeli az állam területét, mielőtt délnek kanyarodik és folytatja útját többnyire Indiana és Illinois határán. A kedvelt folyóról sok dalt írtak a helyi lakosok.
A Wabash folyó a leghosszabb folyó Mississippi folyótól keletre. Az Ohióba ömlik, s mellékfolyója a White folyó, amely cikk-cakkban folyik közép Indianán keresztül. A Wabash a leghosszabb egyedülálló folyó a Hungtington duzzasztótól az Ohióig a Mississippitől keletre.
Az államnak 24 mesterséges víztározó tava és több száz természetes tava van, amelyek ellenőrzése a National Park Service vagy a United States Forest Service alá tartozik.

### Természetvédelmi területek
- George Rogers Clark National Historical Park, Vincennes városában,
- Indiana Dunes National Lakeshore, Michigan City közelében,
- Lincoln Boyhood National Memorial, Lincoln Cityben
- Hoosier National Forest, Bedfordban

### Észak-Indiana

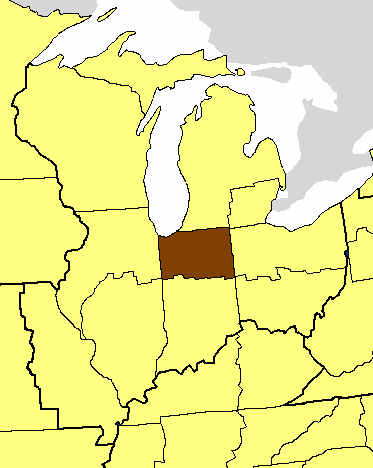
Észak-Indiana fekvése

Az állam északnyugati sarka a Chicago Metropolisz körzethez tartozik, s közel egymillió lakosa van.Lake, Porter, La Porte és Indiana megyék a Michigan-tó partján Chicago külvárosának számítanak. Porter és Lake megyékre úgy is hivatkoznak, mint a Calumet régió. A nevet a Grand Calumet és a Little Calumet folyóktól kölcsönözte, amelyek keresztülfolynak a megyéken. Villamos vasút vezet Chicagóból a Déli Band között.
Homokdűnék és ipari területek váltogatják egymást a Michigan-tó ezen partszakaszán. Az ipari létesítmények közötti parkok, többek között a Indiana Dunes National Lakeshore és a Indiana Dunes State Park, a természet csodái. Felszíne egyenetlen, dombok és süllyedések váltogatják egymást.
A Kankakee folyó halad keresztül Észak-Indianán, mintegy „demarkációs” vonal a város és a külvárosok között.
Mielőtt a Kankakee mocsarat lecsapolták, hogy alkalmassá váljon mezőgazdasági művelésre, ez volt a legnagyobb édesvizű mocsár az Egyesült Államokban. Kankakee déli része préri, a Grand Prairie keleti sarka, amely kiterjed Iowa és Illinois államokra is. A prérityúk és az amerikai bölény hazája volt, de ezek mára ma már mint vadállomány kihaltak.

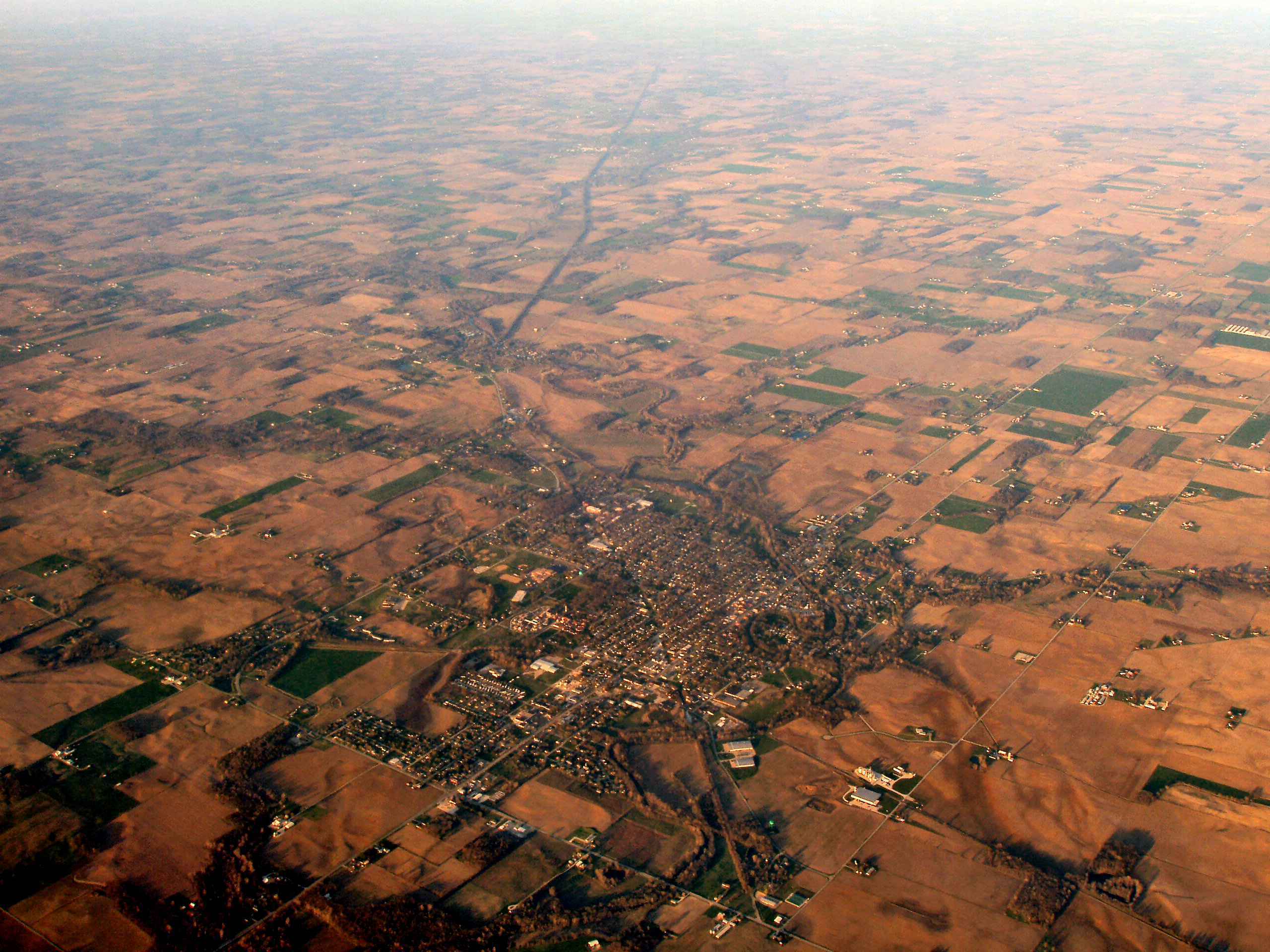
A legtöbb észak- és közép-indianai terület lapos mezőgazdasági terület elszórtan kis varosokkal, mint pl. North Manchester

A South Bend metropoliszkörzet Észak-Indiana kereskedelmi központja, amelyet úgy is ismernek mint Micsiana. Városai Elkhart, Mishawaka, Goshen és Warsaw. Fort Wayne, az állam második legnagyobb városa az állam északkeleti részén fekszik, s a terület szállítási központja. Más városok még ezen a területen Hungtington és Marion. Fort Wayne-től keletre egy lapos terület van, amely korábban a Great Black Swamp (mocsár) volt.
Észak-Indiana számos tava a gleccserek maradványa, amelyek az államot fedték több ezer évvel ezelőtt. Ilyen például a Glacial Maumee-tó, a James-tó mellett a Pokagon State Parkban, a Maxinkuckee-tó, Wawasee-tó és Tippecanoe-tó. A Wawasee-tó a legnagyobb, míg a Tippecanoe-tó a legmélyebb természetes tava Indianának. Mindkét tó Kosciusko megyében, míg a Chain O' Lakes State Park Noble megyében van, s 11 tóból áll, amelyeket természetes csatorna köt össze.

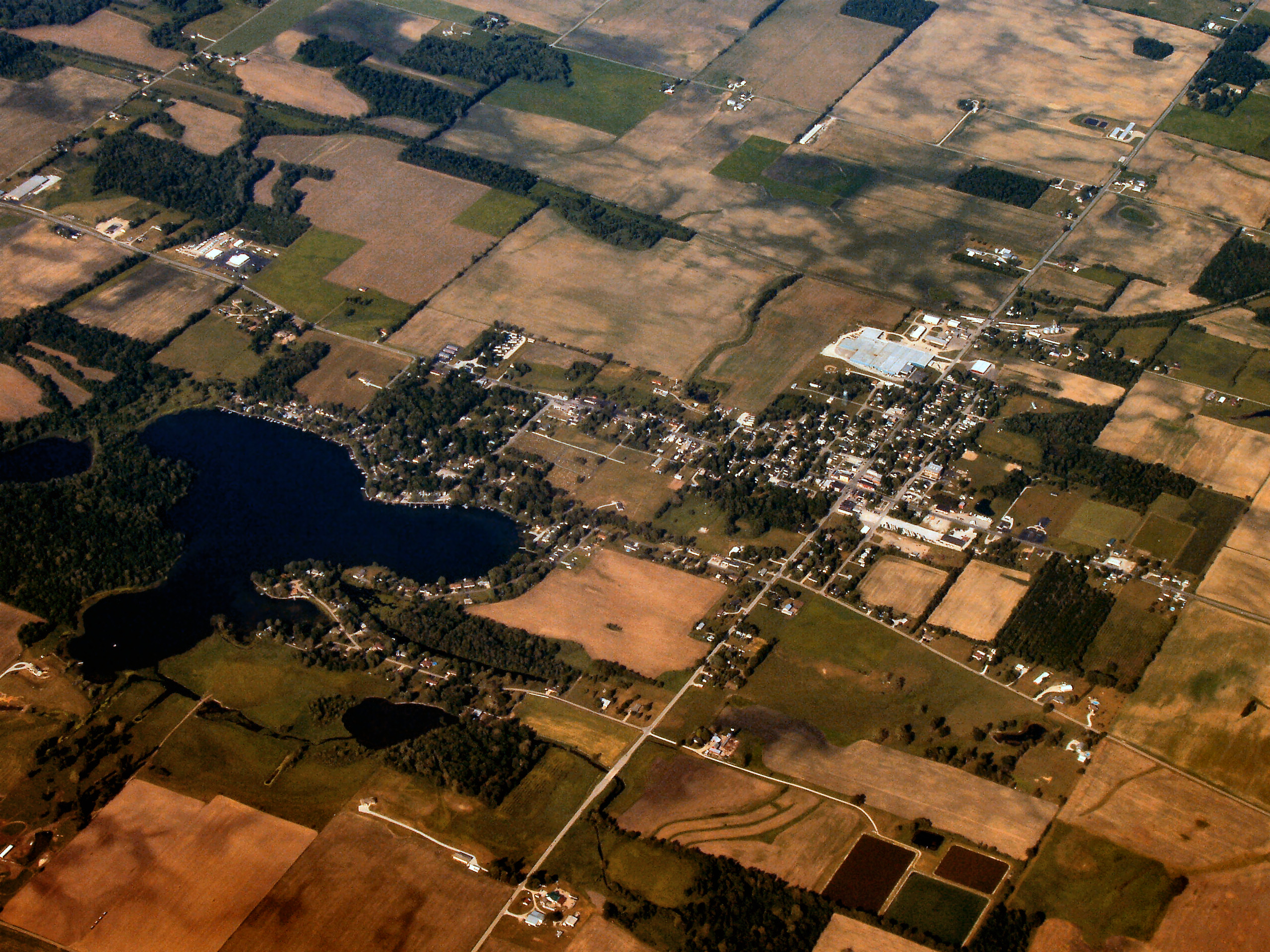
Silver-tó
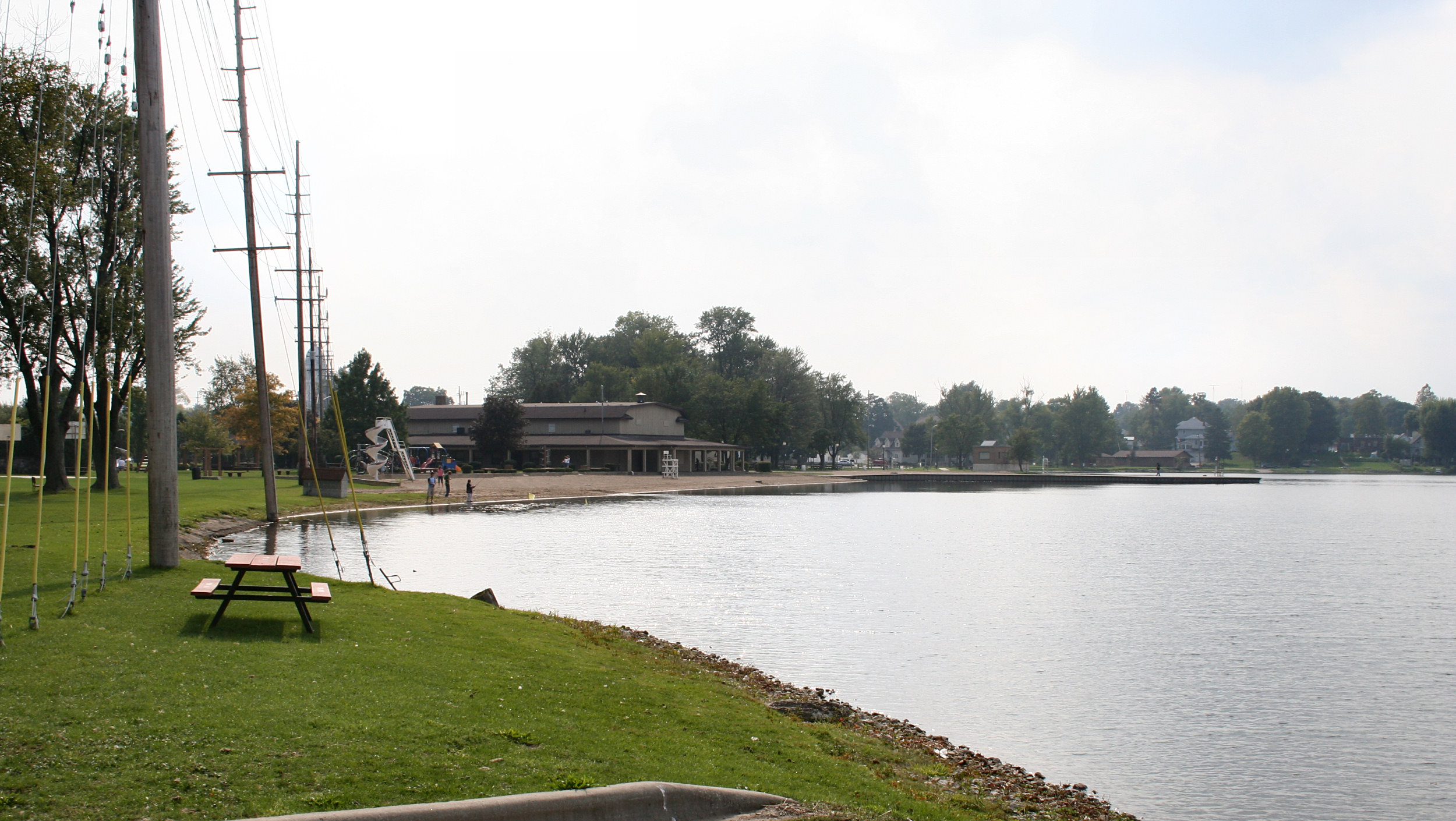
Warsaw-tó
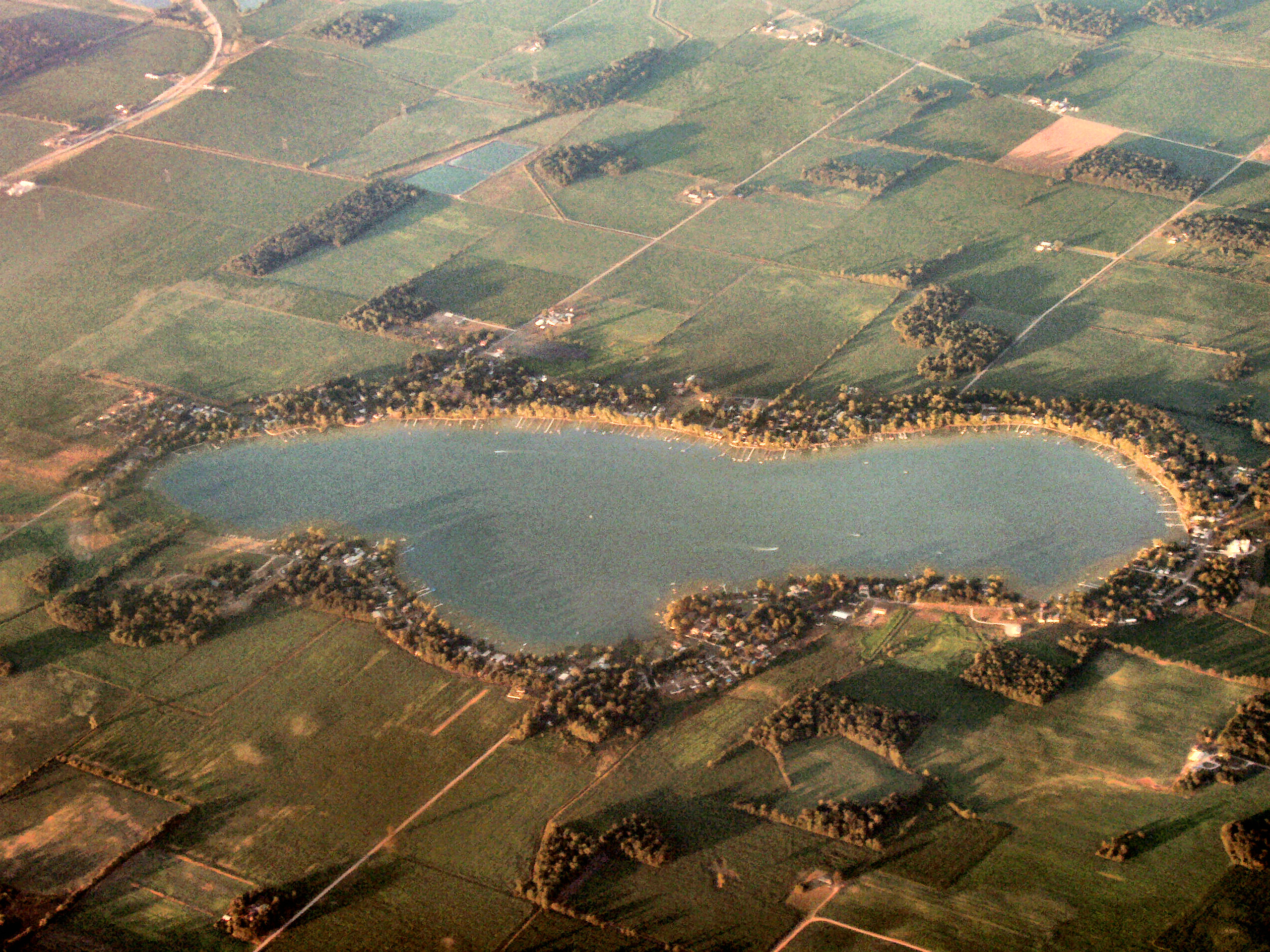
Lake-of-the-woods
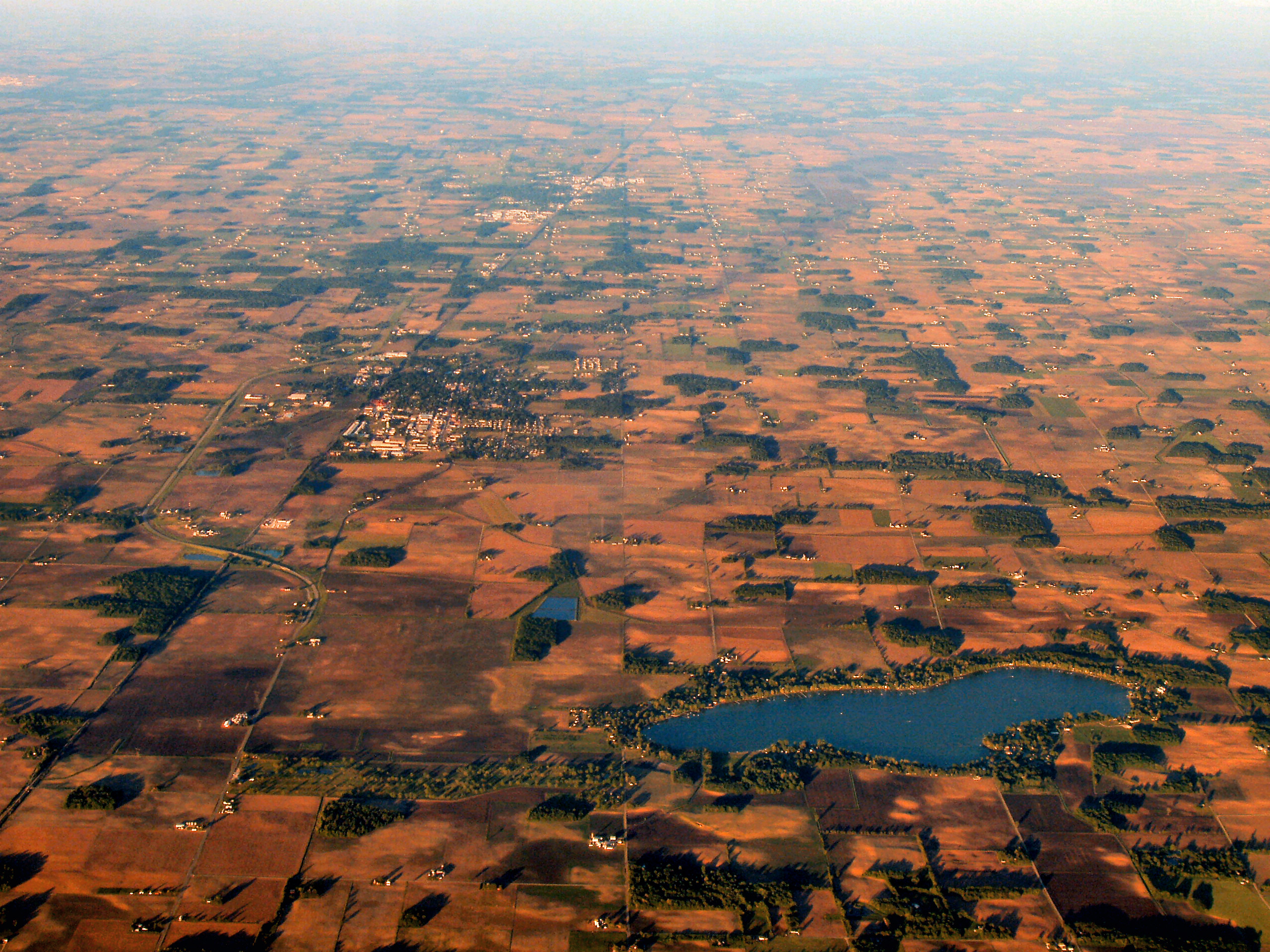
Bremen-tó

### Közép-Indiana

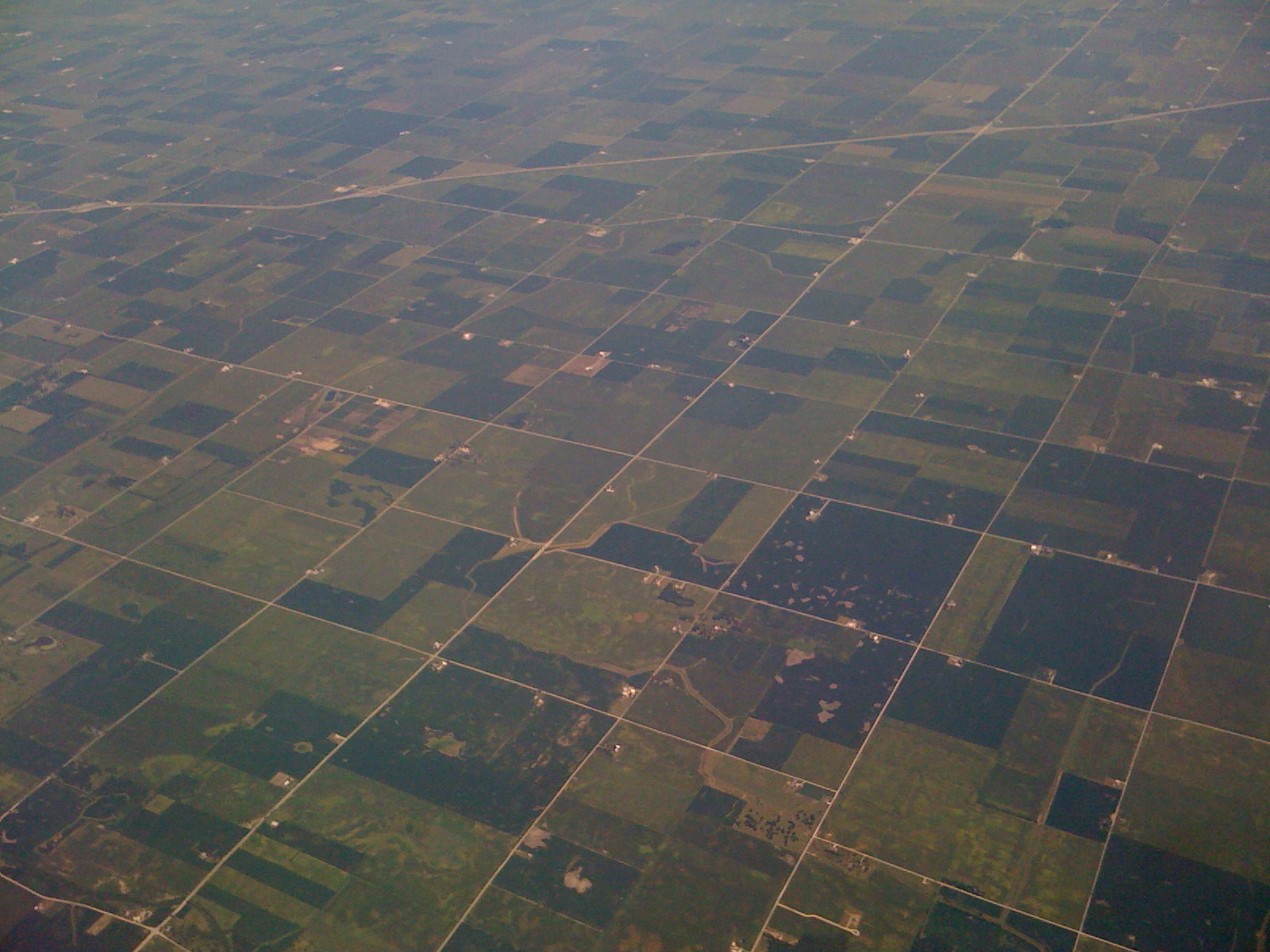
Közép-indianai farmok

Az állam fővárosa, Indianapolis az állam középső részén helyezkedik el. A terület más kisebb és nagyobb városai Anderson, Avon, Beech Grove, Bloomington, Brownsburg, Carmel, Castleton, Clermont, Columbus, Crawfordsville, Cumberland, Danville, Fishers, Frankfort, Franklin, Greenwood, Greenfield, Homecroft, Kokomo, Lafayette, Lawrence, Lebanon, Mooresville, Muncie, Noblesville, Plainfield, Richmond, Southport, Speedway, Terre Haute, West Lafayette és Zionsville.

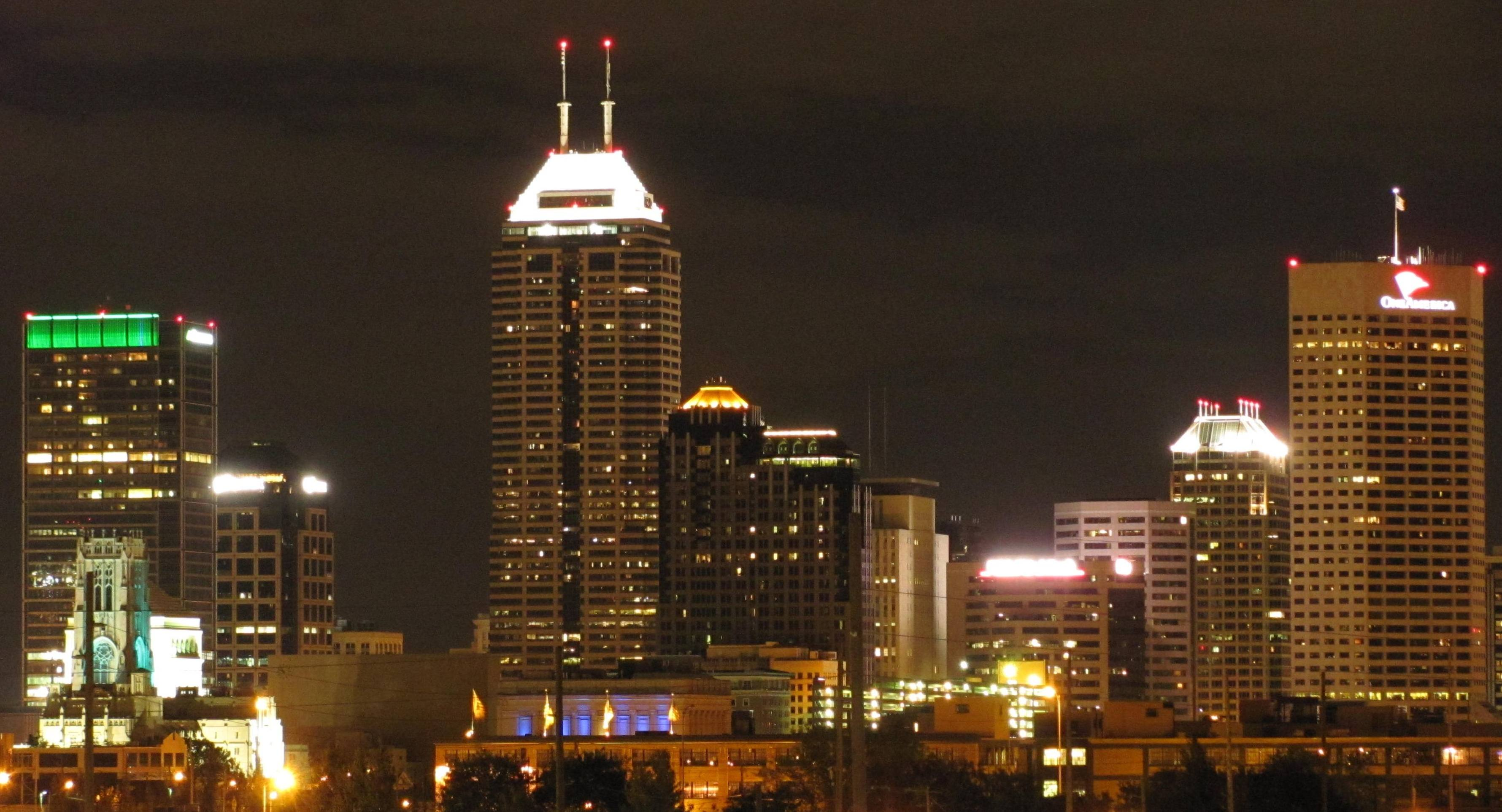
Indianapolis
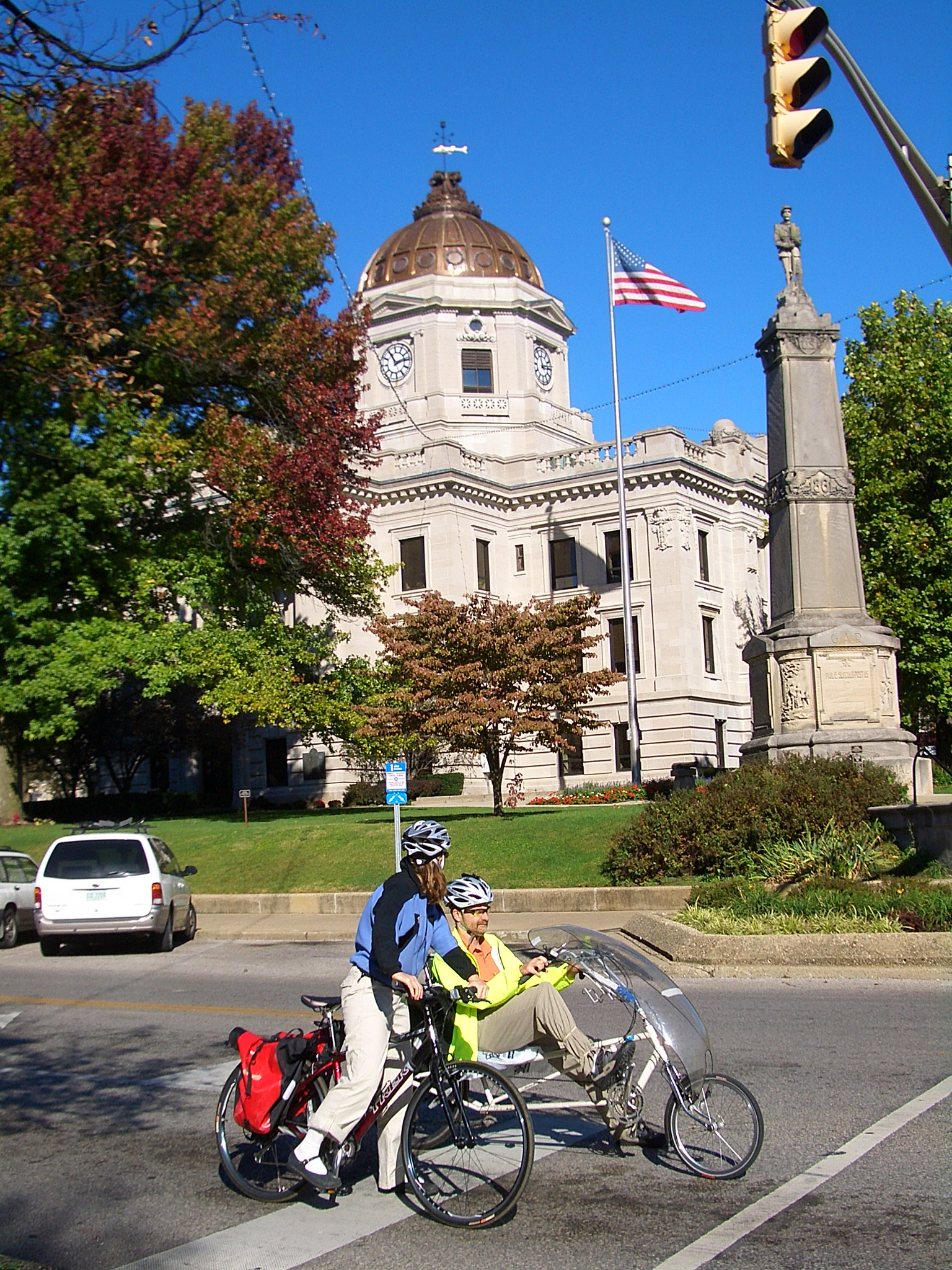
Bloomington
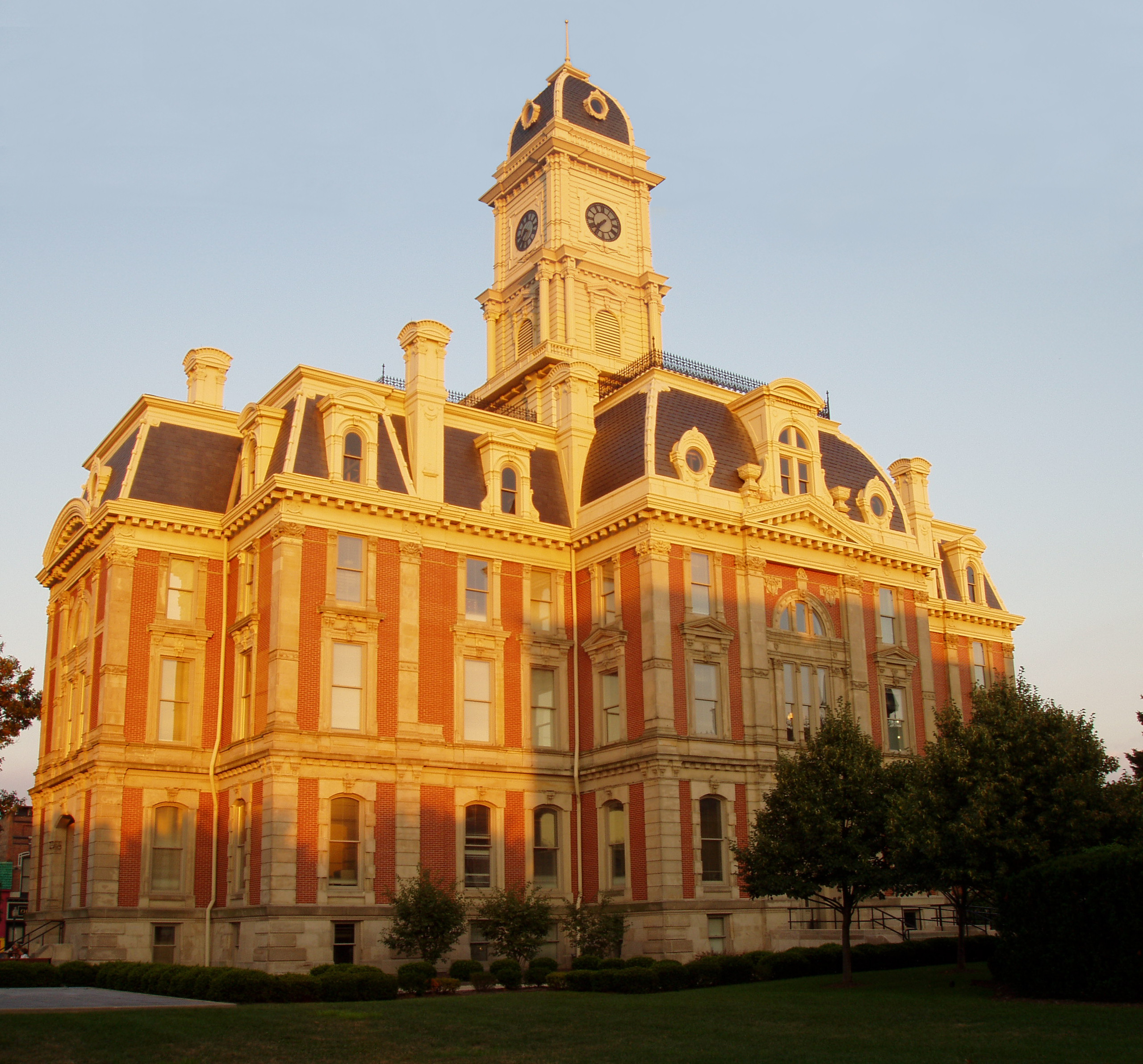
Noblesville

A vidéki területek tipikus négyszögletes földekből és erdőkből állnak. Közép-Indiana felszíne kissé változatosabb alacsony dombjaival és a gleccserek által kivájt szurdokokkal. Sok ilyen szakadék található középnyugat Indianában, különösen a Sugar Creek mentén a Turkey Run State és a Shades State Parkokban.

### Dél-Indiana
Evansville, az állam harmadik legnagyobb városa Indiana délnyugati sarkában fekszik. Ez az ún. tri-state area (három állam területe), amely alatt Illinois, Indiana és Kentucky államokat értik. Dél-közép városai: Clarksville, Jeffersonville és New Albany, amelyek a Louisville (Kentucky) metropolisz vonzáskörébe tartoznak. Vincennes, az állam legidősebb városa a Wabash folyó partján épült. A terület más városai Aurora, Austin, Bedford, Bicknell, Boonville, Chandler, Bloomfield, Corydon, Fort Branch, French Lick, Haubstadt, Huntingburg, Jasper, Lawrenceburg, Linton, Loogootee, Madison, Mitchell, Mount Vernon, Newburgh, Oakland City, Owensville, Paoli, Petersburg, Princeton, Rising Sun, Rockport, Salem, Santa Claus, Scottsburg, Sellersburg, Seymour, Sullivan, Tell City, Vevay és Washington.

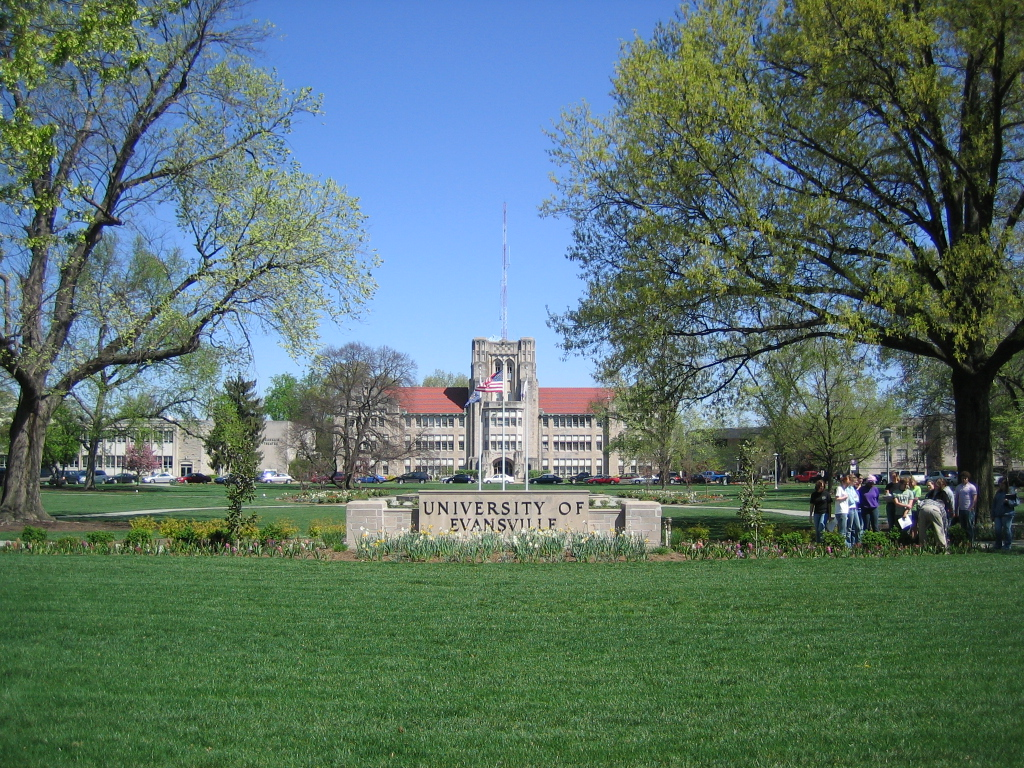
Evansville
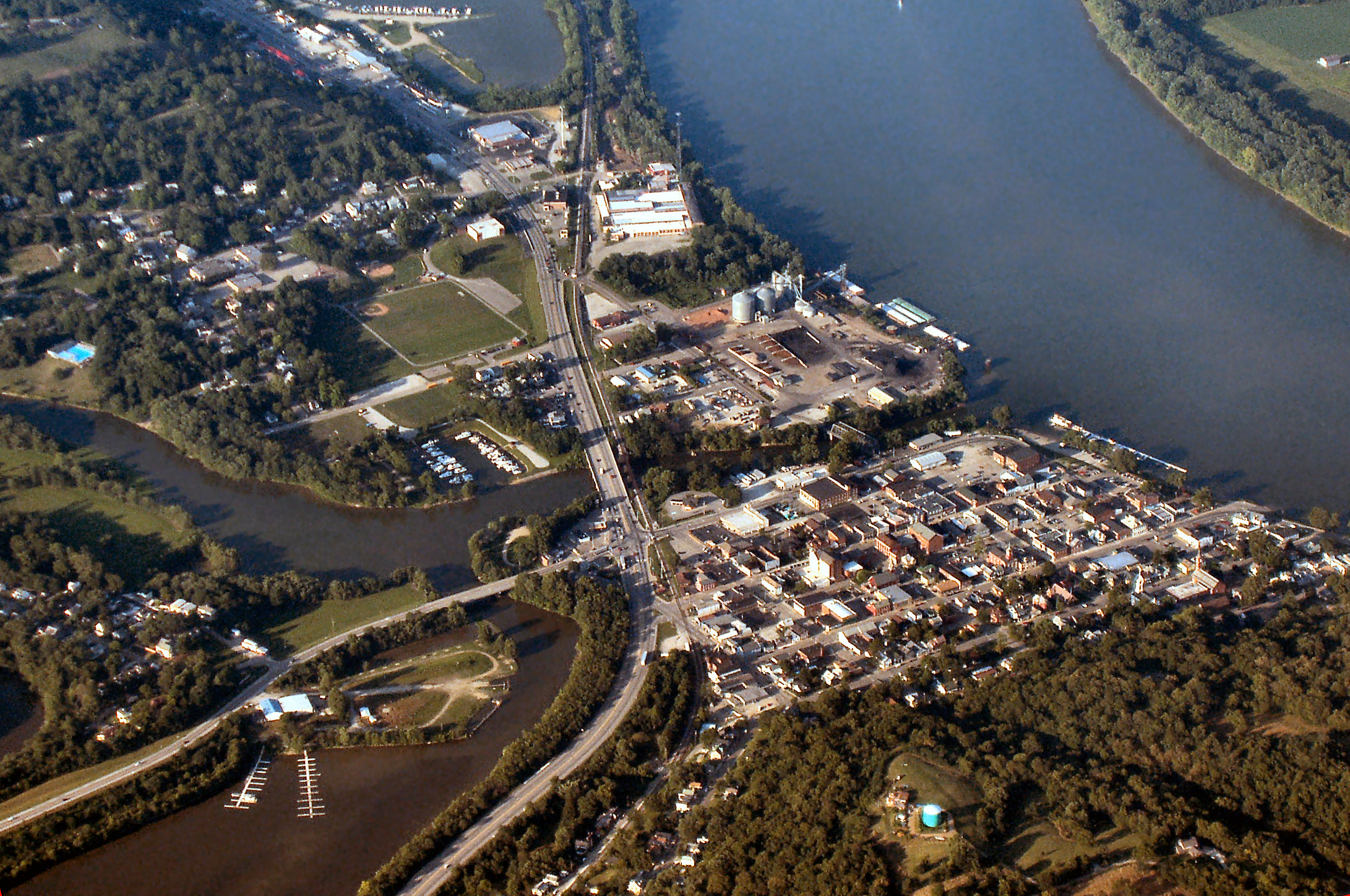
Aurora
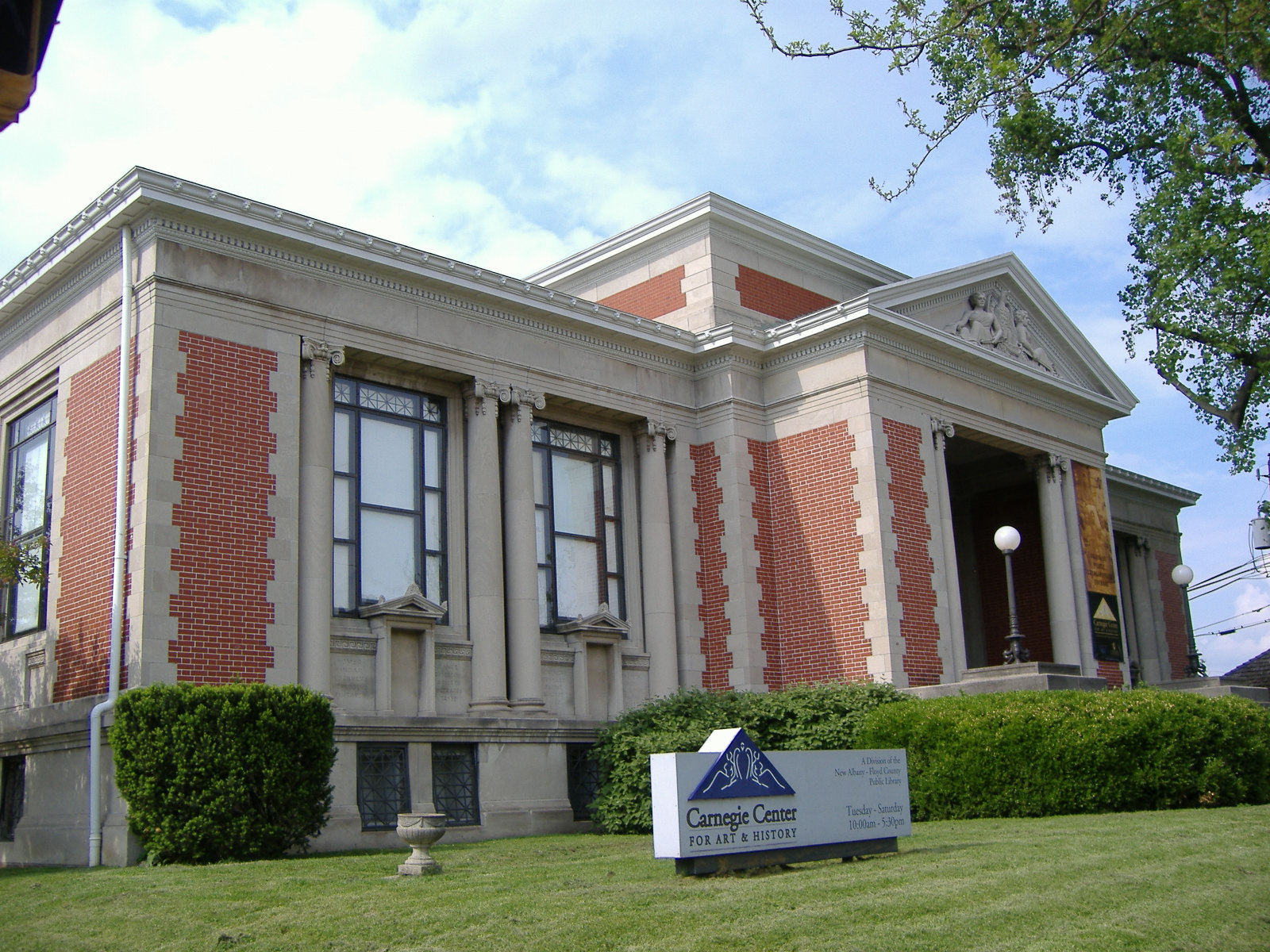
Bedford
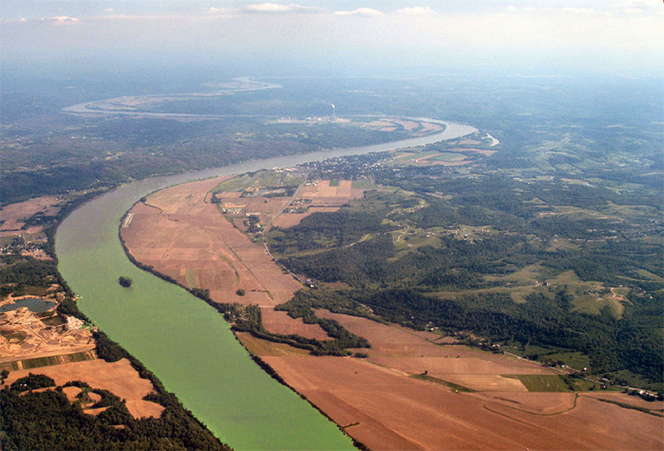
Rising Sun

Dél-Indiana farmokból, erdőkből és dombokból áll. Különösen a Louisville-hez közel eső terület dimbes-dombos.
A Hoosier National Forest 80 900 ha védett terület dél-közép-Indianában.
Knobstone Escarpment dombok sorozata, amelyek párhuzamosan húzódnak az Ohio folyóval.

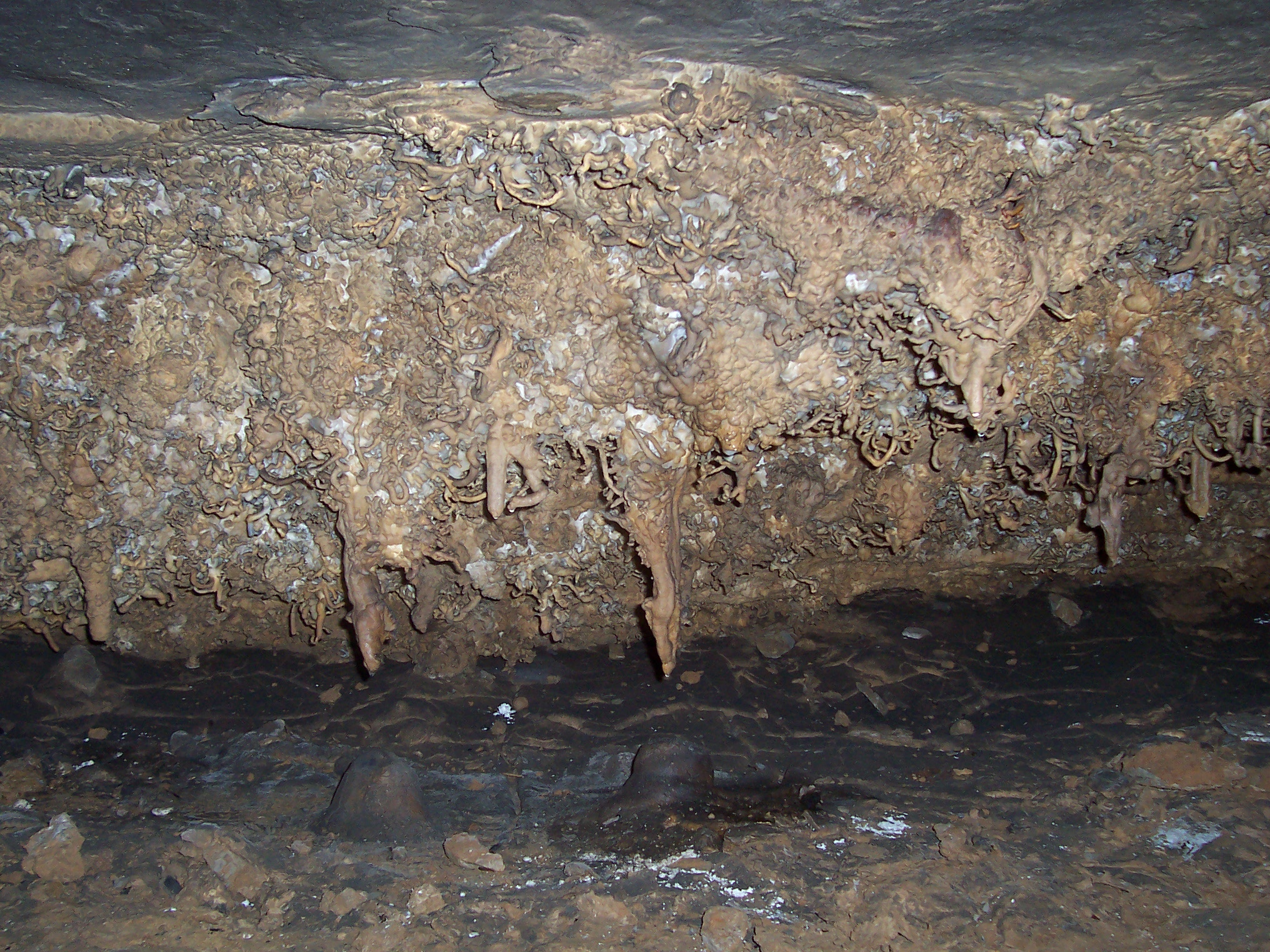
Wyandotte barlang

Legalacsonyabb területe a Wabash és az Ohio egymásba folyásánál van, amely otthont ad sok növény- és állatfajtának, amelyek normálisan csak a Mississippi alsó folyásánál és a Gulf Coast térségében honosak.
Brown megye ismert az őszi színekben pompázó dombjairól. Székhelye Nashville. Harrison és Crawford megyék érdekessége a híres Wyandotte, Marengo és Squire Boone Caverns barlangok.
Dél-Indiana kőzete a mészkő, így számos mészkőbarlangot találhatunk ezen a területen. Építőanyagként is felhasználják, s itt vannak az Államok egyik legnagyobb mészkőbányái.

### Éghajlata
Indiana éghajlata párás kontinentális, forró párás nyárral és enyhe vagy hideg téllel.
Déli részén az időjárás kissé melegebb, s a határ közelében párás szubtrópusi.
A nyári átlagos nappali hőmérséklet 29 °C, az átlagos éjszakai hőmérséklet 16 °C.
A téli időjárás egy kicsit változatosabb, de általában enyhe vagy hideg a tél. Az állam északi részén január a leghidegebb hónap, s a legalacsonyabb nappali hőmérséklet -8 °C az állam legnagyobb területén.
Az állam egész évben bőséges csapadékot kap, 1 000 mm-t, márciustól augusztusig viszont az átlagnál valamennyivel több eső esik. A viharok nem ritkák. Annak ellenére, hogy a terület nem kap annyi havat, mint a környező államok, hóviharok előfordulnak, különösen az északi részen. Az 1978. évi hóvihar az egész államon keresztülvonult, míg a 2004-es csak az Ohio völgyét érintette.
Az esőzések eredményeképpen 2005 januárjában a White, Wabash és Ohio folyók megáradtak, s kiöntöttek.
Évente átlagosan 40-50 nap van viharos tevékenység, márciusban és áprilisban erős viharok. Annak ellenére, hogy nem része a tornádófolyosónak (Tonardo Alley), a Nagy-tavak miatt fogékony a tornádó kialakulására.

## Története
Indiana területét már időszámításunk előtt 8000-ben nomád őslakosság népesítette be. Az idők során különféle törzsek uralták. 900 körül a Mississippi-kultúra virágzott ezen a területen is, mintegy 30 000 lakossal. Mesterséges dombokat létesítettek, nagy városokat, templomokat, temetőket építettek. A civilizáció kb. az 1450-es évek körül eltűnt.
Lejegyzett történelem csak az európaiak megjelenésével kezdődött. A területet Franciaország szerezte meg, és az 1670-es évektől francia gyarmat volt. A százéves francia uralom és a francia–indián háború után az állam felett a Egyesült Királyság gyakorolta az ellenőrzést. A brit felügyelet rövid életű volt, s a terület kormányzását átvette az újonnan alakult Egyesült Államok mindössze 20 évvel az függetlenségi háború után.
Amikor Indiana az Egyesült Államok birtoka lett, összesen csak két állandó európai település létezett, Clark's Grant és Vincennes. Az Államok azonnal hozzálátott az új terület benépesítéséhez és fejlesztéséhez. Amikor 1800-ban létrejött az Indiana Territory, az állam már nagyjából benépesült. Elsőként William Henry Harrison kapta meg a kormányzói kinevezést, aki azonnal hozzálátott az indián földek felvásárlásához. Ez általános elégedetlenséget váltott ki, s csakhamar a tecumseh háborúhoz és az 1812-es indián háborúhoz vezetett.
1816-ban Indiana az Unió 19. tagállama lett. Ezután a kormány nagyszabású terveket készített arra, hogy a vadonból fejlett, virágzó államot teremtsen. A kormányzat tervet dolgozott ki az utak, vasutak, vízi utak és állami iskolák építéséhez, amely pénz hiányában a tönk szélére sodorta az államot. Az 1850-es években az állam lakosainak száma meghaladta az egymilliót, s az ambiciózus tervet végül sikerrel végrehajtották.
Az polgárháború idején Indiana fontos politikai szerepet játszott, katonái jelen voltak szinte minden fronton.
A polgárháború után szintén kulcsszerepet töltött be, s az elnökválasztások idején mint „hintaállam” (swing state), a központi kormányt befolyásolhatták szinte majdnem teljes három évtizedig.
A polgárháború után megindult az ipar fejlődése is, amely az állam északi részén gyorsabb ütemben történt. Az üzemek, gyárak létesítésével, a munkaerő növekedésével jelentősen hozzájárult az Egyesült Államok szakszervezetének létrejöttéhez, s a munkásmozgalmak megszervezéséhez.
A 20. század elején Indiana erősen iparosított állam lett, s gyárakat, manufaktúrákat építettek. Az 1930-as világválság idején Indiana fejlődése is megrekedt, majd visszaesett. Ezt követően megindultak az utak és az Indianapolis Motor Speedway építése, s az autógyártás megkezdése a városok növekedéséhez vezetett.
A második világháború idején az állam kilábalt a megpróbáltatásokból, s ismét növekedésnek indult.
A 20. század második felében gyógyszeripara (Eli Lilly and Company) fejlődésnek indult, s más üzemekkel együtt nemzeti szinten nevet szerzett magának.

## Népesség

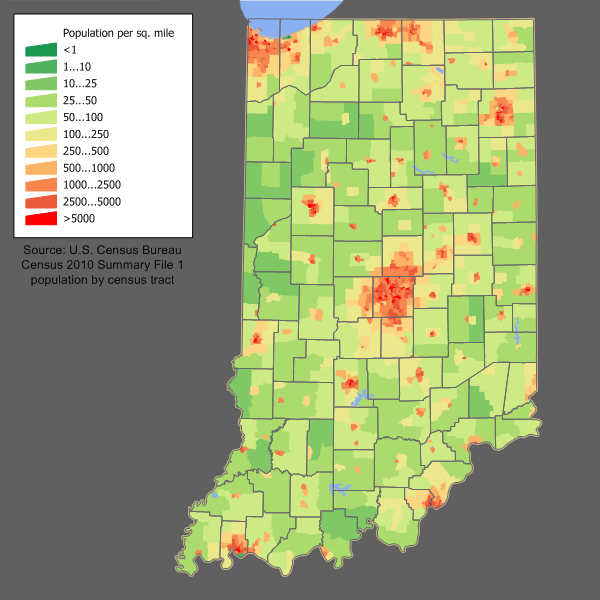
Indiana népsűrűségi térképe

Indiana kor és nem szerinti megoszlása

A 2006. évi népszámlálás (U.S. Census) becslései alapján Indiana lakosainak száma 6 313 520 fő volt, amely 0,8%-os növekedést jelent (233 520 fő). Ha a 2000. évi adatokat vesszük alapul, akkor a növekedés aránya 3,8%-ot mutat. Ebbe beleértendő a természetes növekedés is, ahol a születések száma 541 506, s a halálozások száma 344 778 volt.
Ebben az időszakban az áttelepülők száma 68 935 volt, s az országon belüli áttelepülések mintegy 17 818-vel csökkentették a lakosság számát.
Indiana központi lakossága Hamilton megye Sheridan városában tömörül.
A lakosság 1990-től leginkább Indianapolis környező megyéiben telepedett le, az állam leggyorsabban növekvő megyéiben. Ezek: Hamilton, Hendricks, Johnson és Hancock megyék.
Evenville megyéinek lakossága a 2005. évi felmérések szerint csökkent, de az újabb adatok szerint ismét növekedésnek indult.

### Származás szerinti megoszlás
Chandler és Warrick megyékben találhatjuk a legnagyobb ázsiai, hispániai vagy latin származású és afro-amerikai közösségeket. E két megye lakossága az elmúlt 15 év alatt megduplázódott.
A 2005. évi U.S. Census felmérése alapján a külföldön születettek száma 242 281 fő, az összlakosság 3,9%-át tette ki.
A legnagyobb etnikai csoportot német származásúak képviselik 22,7%-kal. A következő csoport az őslakos amerikaiak 12%-kal. Az angol származásúak aránya 8,9%, az íreké 10,8%, a lengyeleké 3,0%-os részarányt mutat.

### Vallás
Indianaban a római katolikus egyház kb. 836 000 tagot számlál, így a legnagyobb vallási gyülekezet, de a különféle protestáns egyházak együttesen több tagot tartanak nyilván. A legelterjedtebb a 2000. évi adatok szerint az Egyesült Metodista Egyház 288 308 követővel.
A Graduate Center tanulmánya szerint a vallási megoszlás részaránya a következő: római katolikusok 20%, különböző baptista templomok 14%, más keresztény vallás 10%, metodista 9%, lutheránus 6%, 16% szekuláris.
Az államban több, egyházi tulajdonban lévő egyetem van. Ilyen például a Notre Dame Egyetem. Dél-Indianában több katolikus monostor található, például a Szent Meinrád főapátság (St. Meinrad Archabbey) Spencer megyében.

### Legnagyobb városok

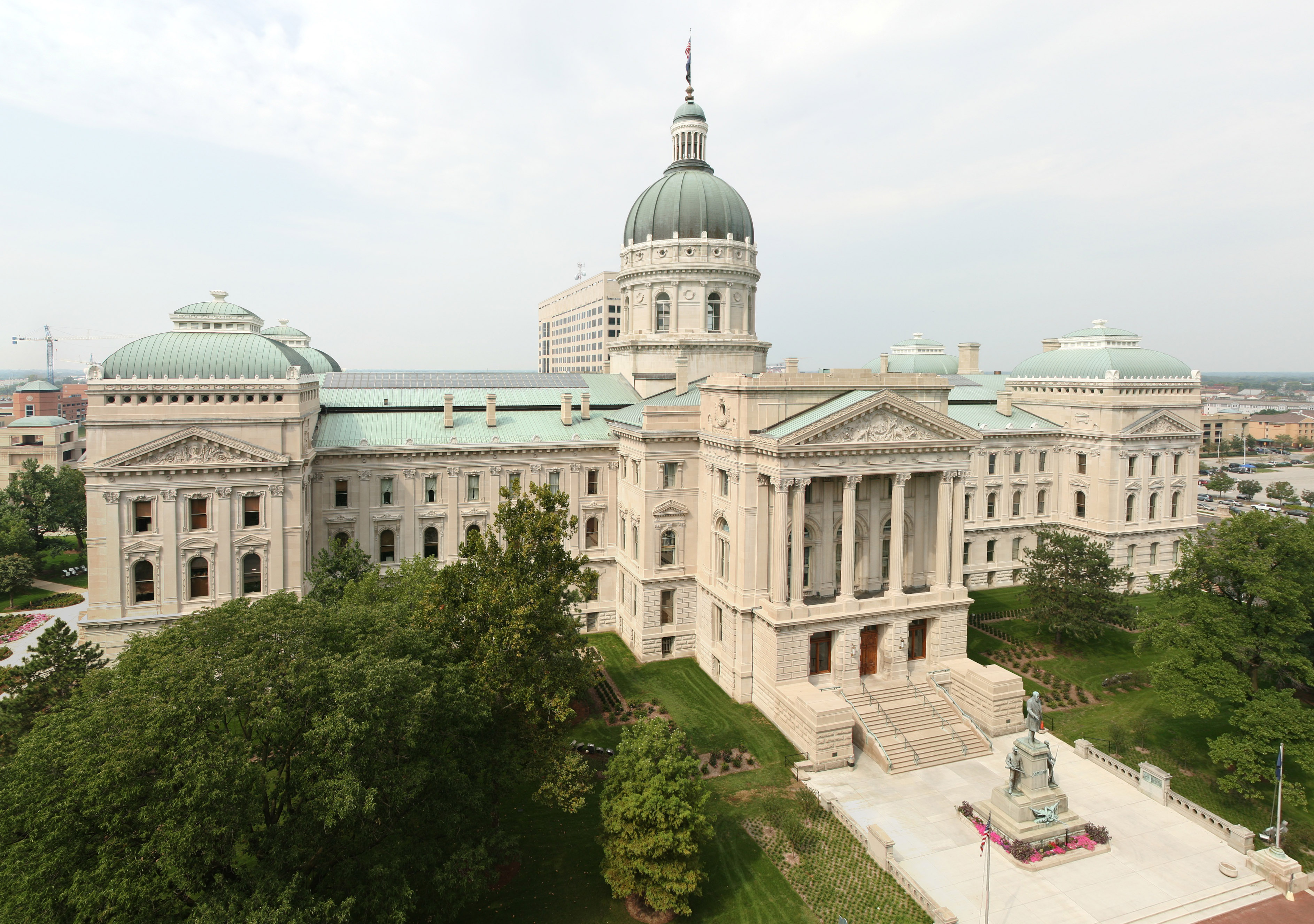
Az Indiana Statehouse, az állam Capitoliuma mészkőből épült

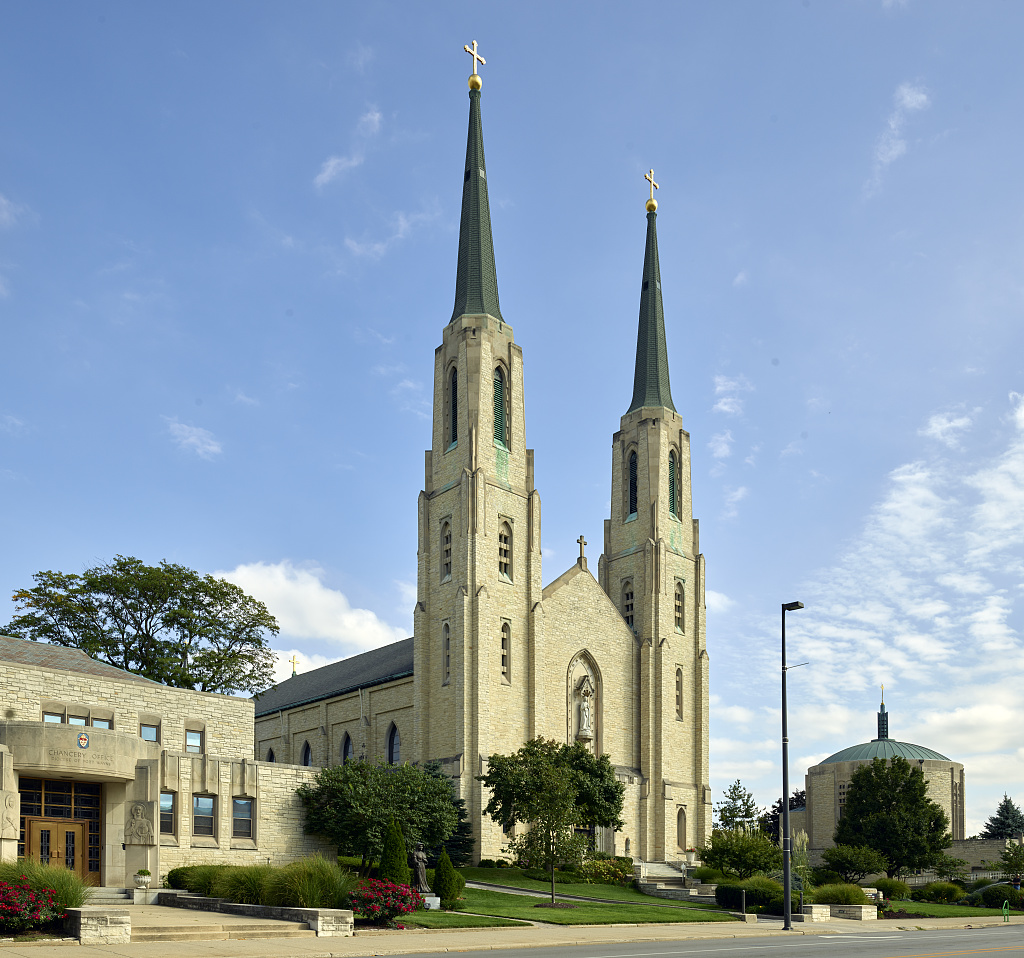
A Szeplőtelen Fogantatás-katedrális Fort Wayne-ben

Indiana változatos állam néhány város központtal, kisszámú ipari várossal és nagyszámú kisebb-nagyobb faluval.
| Település    | Népesség (fő, 2010) |
| ------------ | ------------------- |
| Indianapolis | 829.718             |
| Fort Wayne   | 253.691             |
| Evansville   | 117.429             |
| South Bend   | 101.168             |
| Hammond      | 80.830              |
| Bloomington  | 80.405              |
| Gary         | 80.294              |
| Carmel       | 79.191              |
| Fishers      | 76.794              |
| Muncie       | 70.085              |
| Lafayette    | 67.140              |
| Terre Haute  | 60.785              |
| Anderson     | 56.129              |
| Noblesville  | 51.969              |
| Elkhart      | 50.949              |

## Közigazgatás

### Megyék

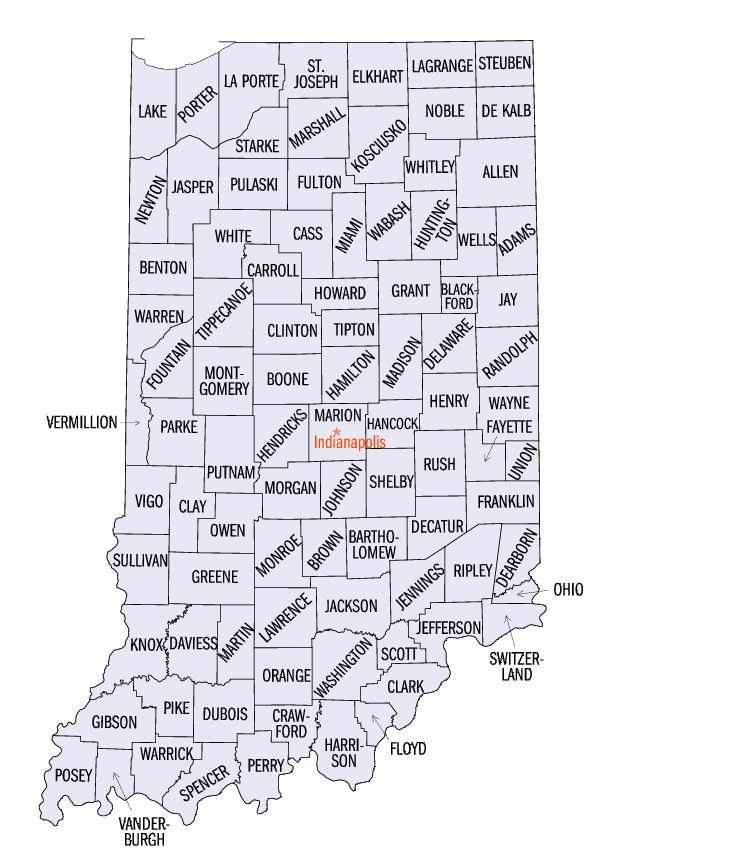
Indiana megyéinek térképe

Az állam 92 megyére oszlik.

## Sport
Sportcsapatai és atlétikai eseményei nemzeti szinten ismertek: ilyenek a National Football League, az Indianapolis Colts, a Super Bowl XLI, a National Basketball Association, az Indiana Pacers és az Indianapolis 500 motorsport és autóversenyek.

## Nevezetességek
- Angel hill: A legkorábbi fennmaradt leletek az őslakosság kultúrájáról

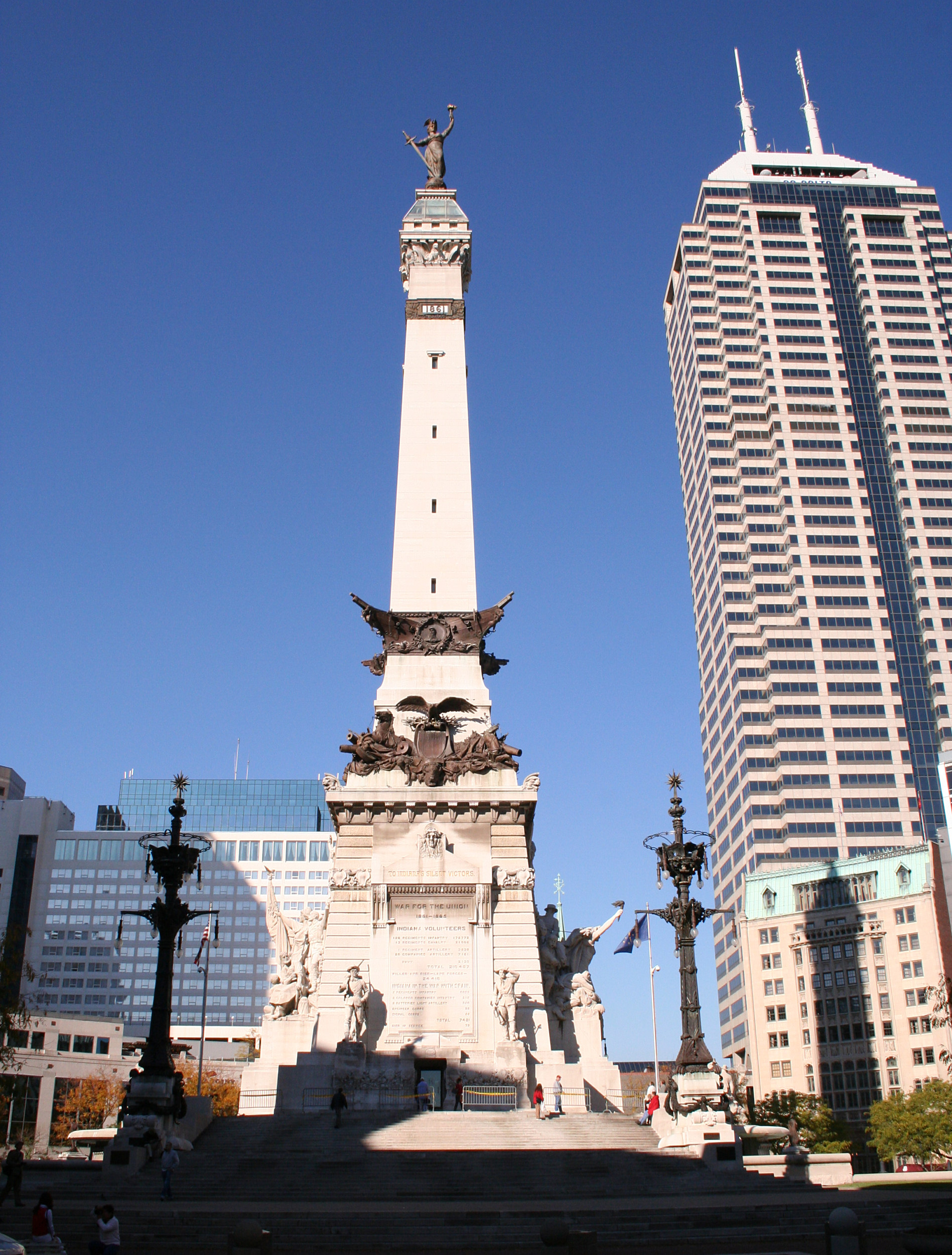
Soldiers-sailors-monument
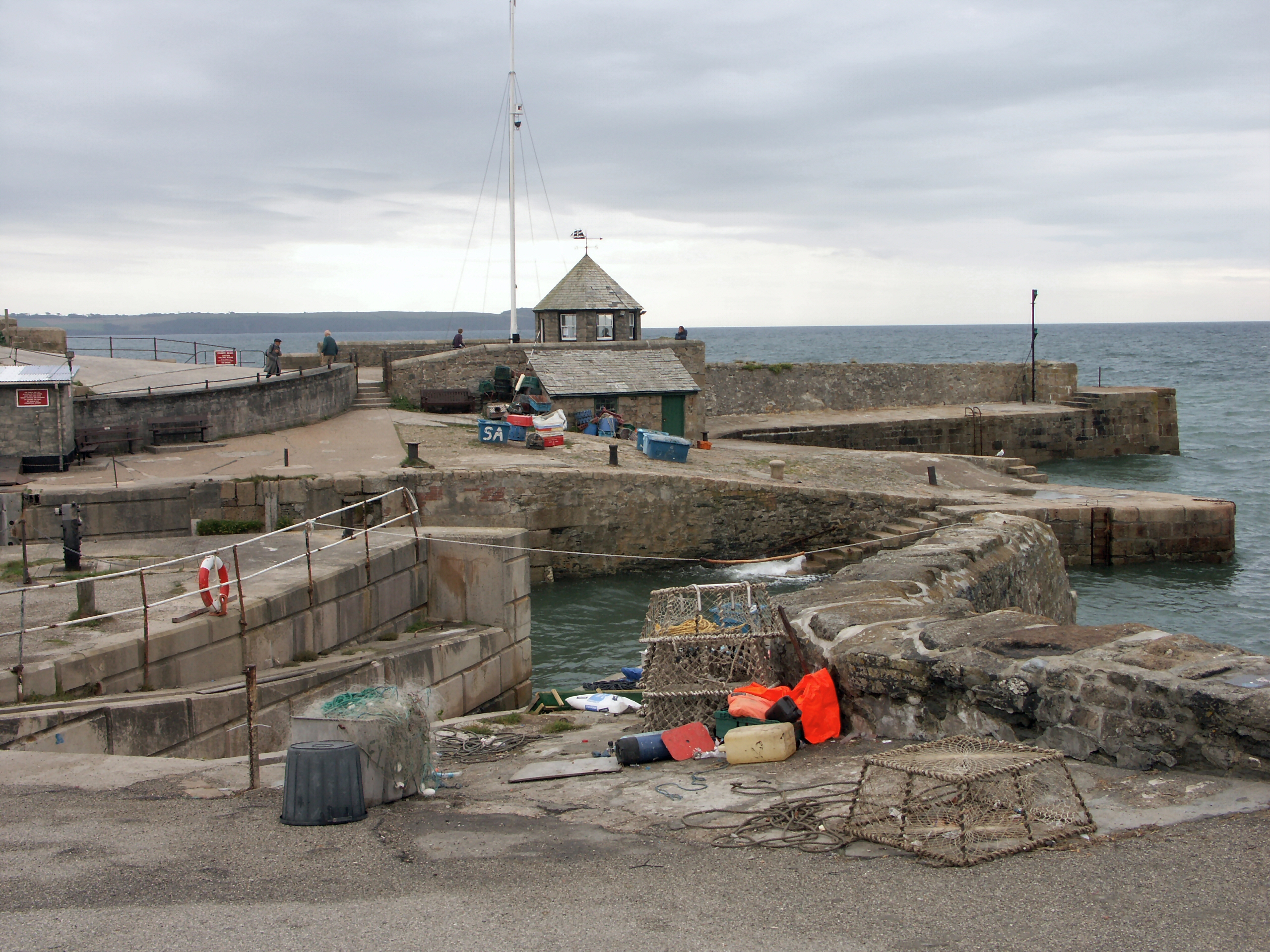
Charlestown erőd
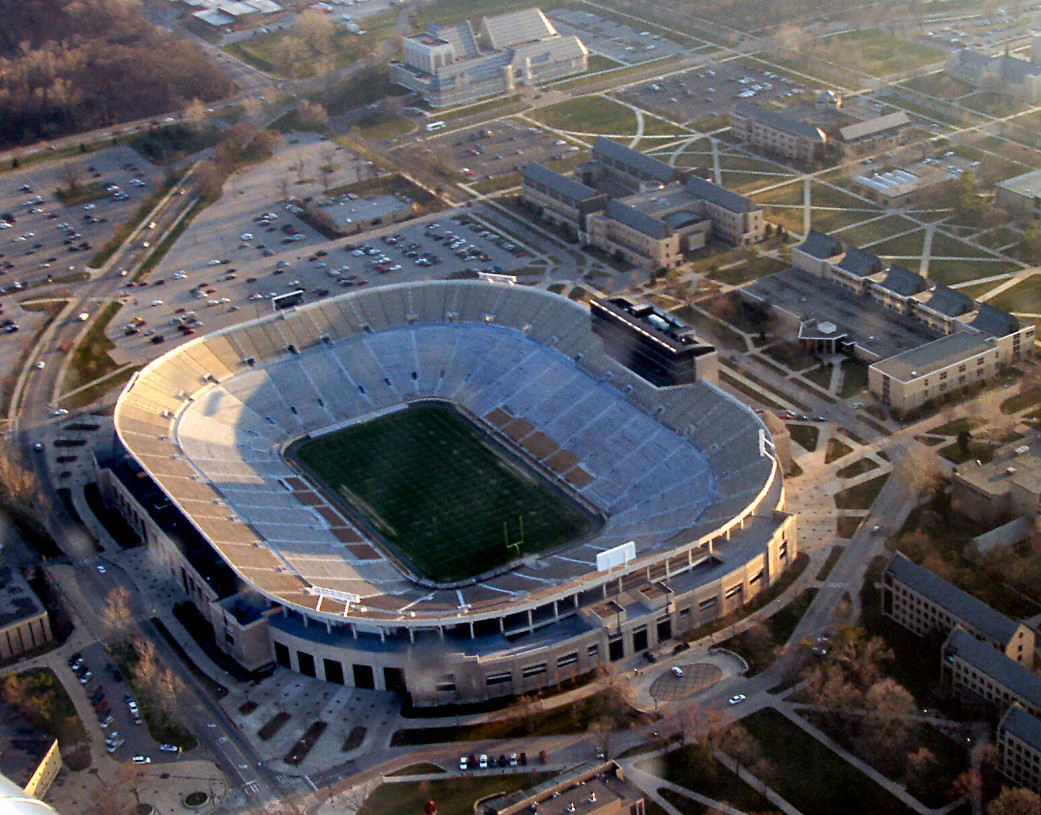
Notre Dame Stadium
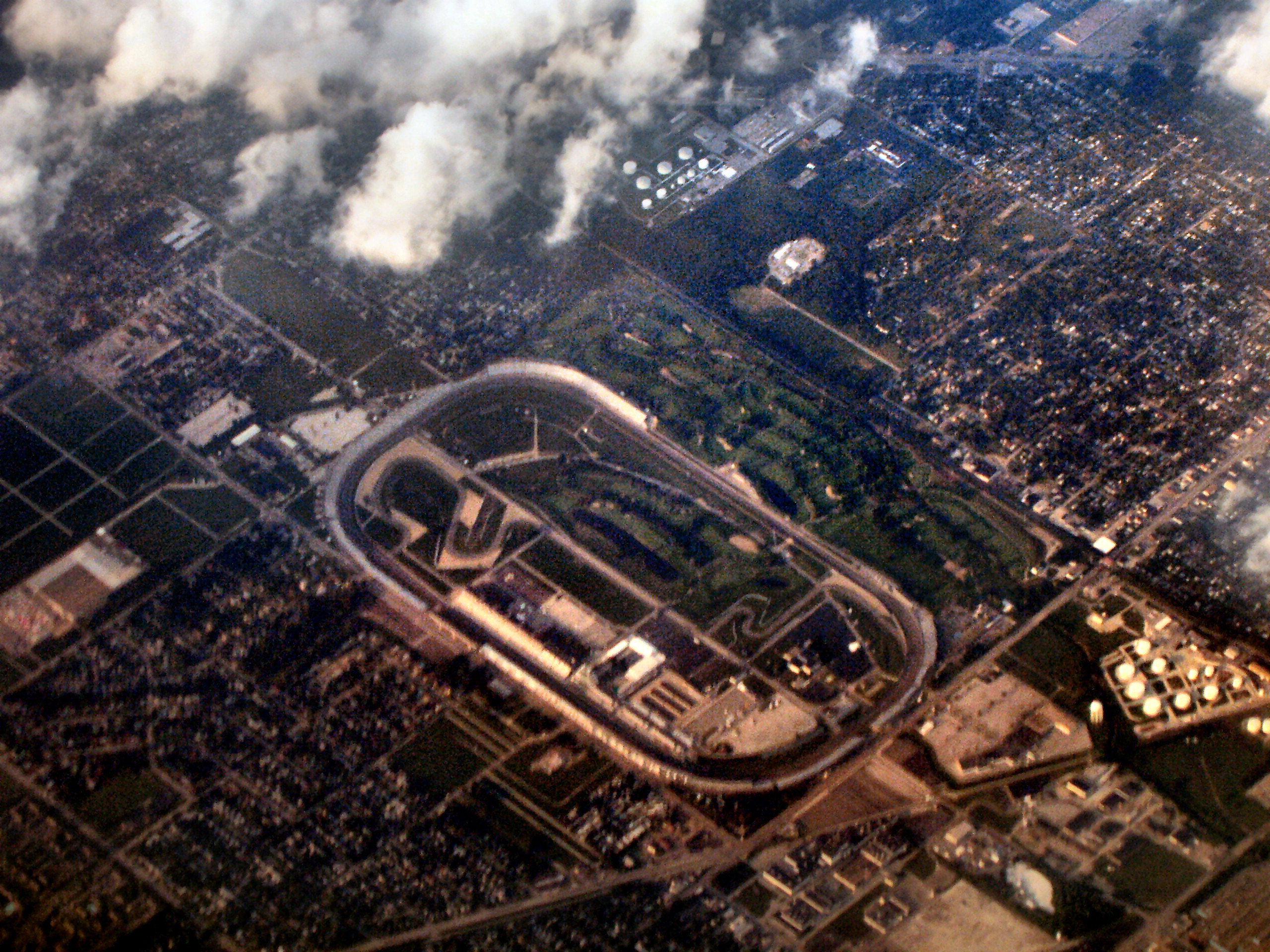
Indianapolis motor verseny pálya
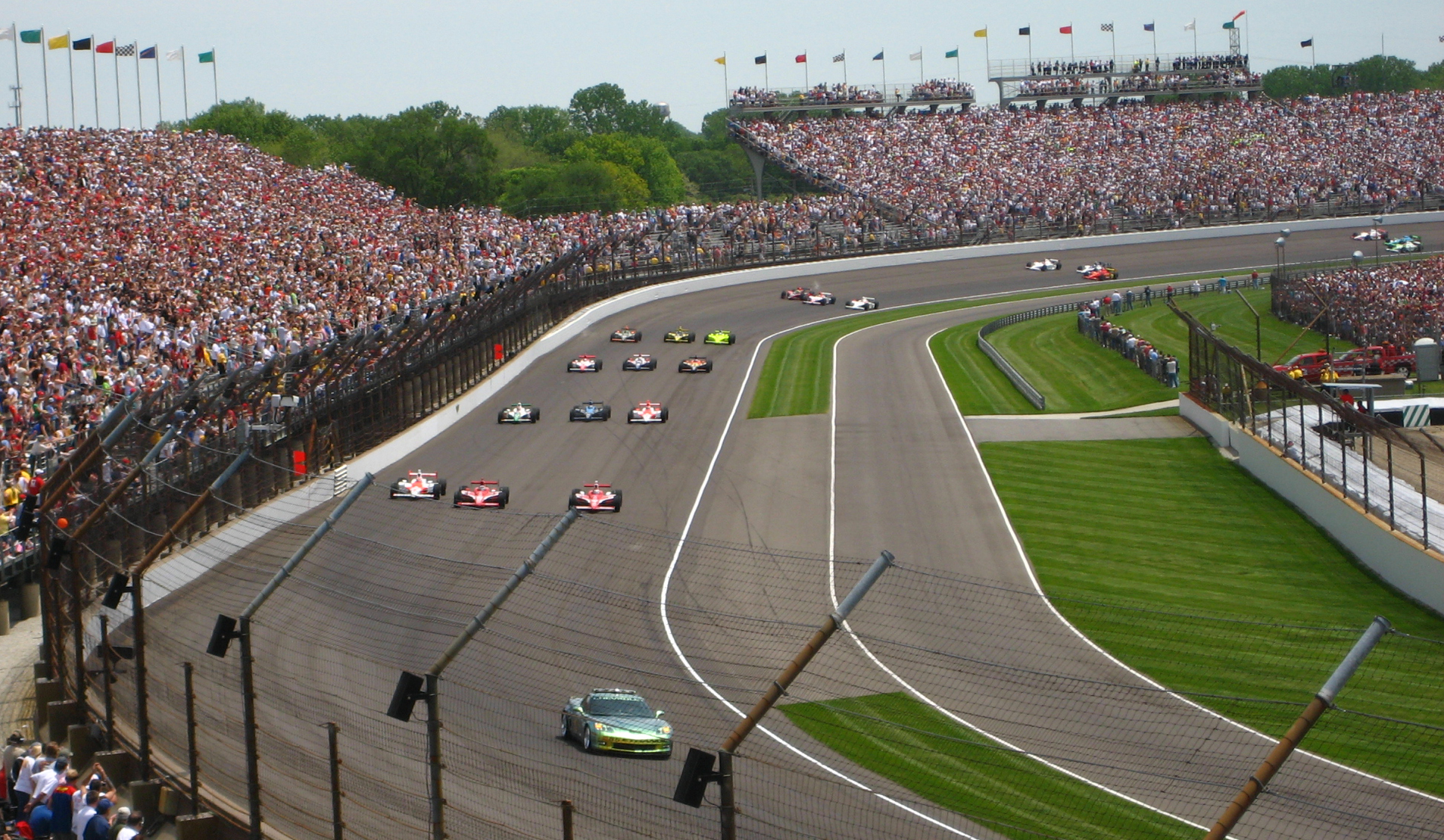
Indianapolis 500
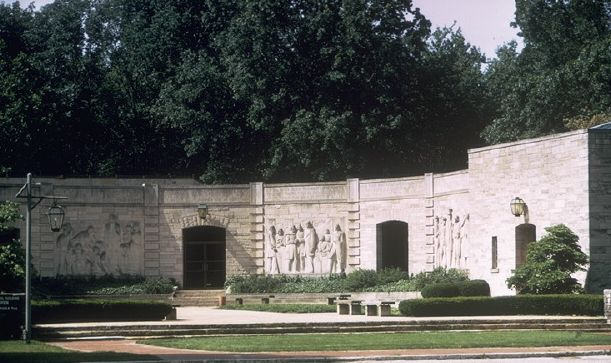
Lincoln Boyhood National Memorial
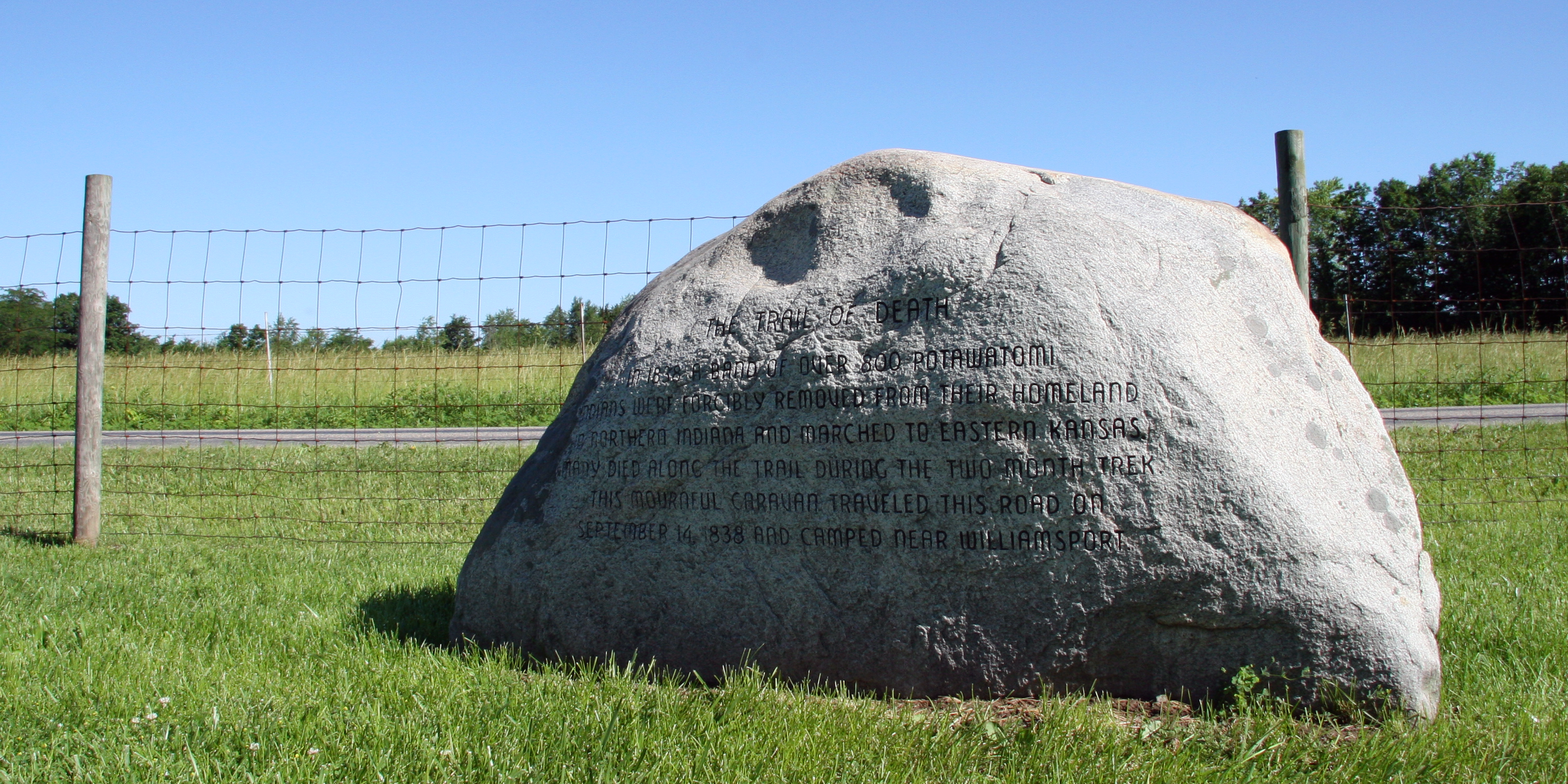
Trail of Death emlékmű
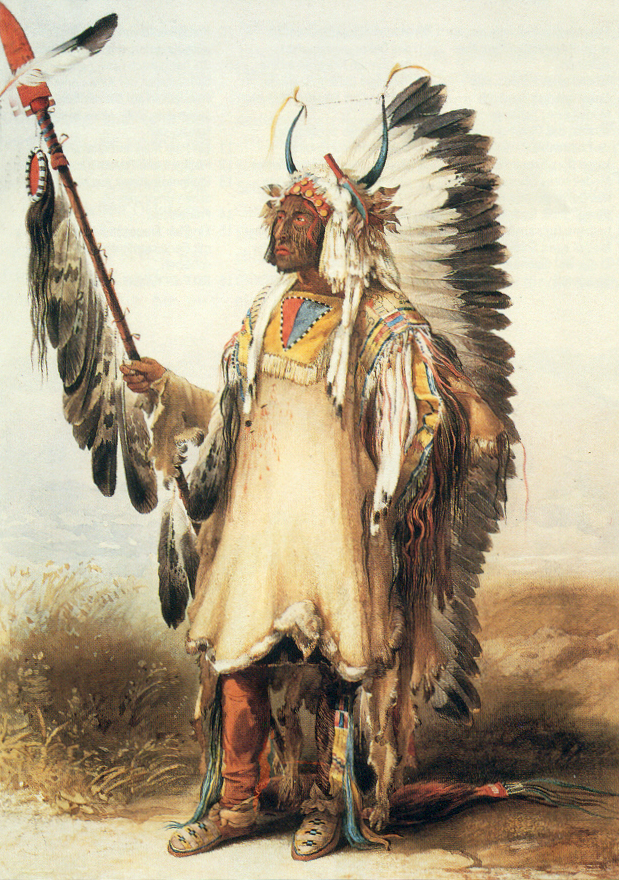
Indián főnök (1830-as évek)